# Георги Бандев
Георги Тодоров Бандев е български офицер, полковник.

## Биография
Роден е през 1929 г. в благоевградското село Елешница. През 1950 г. завършва Народното военно училище в Търново като подпоручик.
Започва военната си служба като командир на взвод в село Гара Пирин. Служи в инженерните войски на българската армия в продължение на 38 години. Завършва Военнотехническата академия.
След това е началник-щаб на Управление „Инженерни войски“ на Министерството на отбраната. В периода 20 октомври 1976 – 3 май 1978 г. е временно изпълняващ длъжността началник на Управлението. Умира при инцидент.